# Franz Kline
Pour les articles homonymes, voir Kline.
 (juin 2024).
Si vous disposez d'ouvrages ou d'articles de référence ou si vous connaissez des sites web de qualité traitant du thème abordé ici, merci de compléter l'article en donnant les références utiles à sa vérifiabilité et en les liant à la section « Notes et références ».
Franz Kline, né le 23 mai 1910 à Wilkes-Barre, en Pennsylvanie, et mort le 13 mai 1962 à New York, est un peintre américain du XXe siècle.

## Biographie
Franz Kline est l'une des figures majeures de l'expressionnisme abstrait, situé principalement (mais non uniquement) à New York dans les années 1940 et 1950, comme son ami Willem de Kooning. Il pratique l'action painting en peignant de larges toiles en noir et blanc selon des schémas néanmoins préétablis.
Kline commence ses études élémentaires au Girard College. Il étudie l'art académique au "School of the Museum of Fine Arts, Boston" et à la Heatherley's School of Fine Art of London de 1937 à 1938. De retour à New York en 1939, il peint des caricatures et des décors, puis commence à peindre des paysages et des portraits.
Vers la fin des années 1940, il amorce son cycle de peintures en noir et blanc, ainsi que les grands formats, caractéristiques de son style.
La muse Ruth Kligman partage longtemps un studio avec lui sur la 14e rue dans le centre-ville de Manhattan à New York. Leur amitié est enjouée. Kligman emménage dans le studio de Kline, après la mort du peintre, où elle vit et peint presque jusqu'à la fin de sa propre vie,.
Il meurt prématurément en 1962. Une rétrospective lui est consacrée la même année. Il avait épousé Elizabeth Parsons (1907-1975).

## Style et œuvre
Comme Jackson Pollock et d'autres expressionnistes abstraits, Kline est considéré comme faisant partie de l’action painting en raison de sa peinture apparemment spontanée et intense, s'intéressant moins, plus exactement pas du tout, aux formes ou au langage figuré, qu'aux mouvements de brosse et à l'utilisation de la toile. Dans la majeure partie de ses œuvres (représentatives et de la maturité), pourtant, plus que l'expression, c'est la spontanéité qui est pratiquée. Il prépare beaucoup de croquis d'ébauche, généralement sur les pages d'annuaires téléphoniques usagés, avant d'aller faire son travail « spontané ».

### Noir et blanc, et couleur
Les œuvres les plus connues de Kline sont en noir et blanc. Au début des années 1950, elles semblent très inspirées par le peintre français Pierre Soulages qui a exposé à la galerie de Betty Parsons à New York en 1949.
Kline réintroduit la couleur dans ses peintures autour de 1955. Ainsi, après 1959, il utilise plus systématiquement la couleur dans plusieurs de ses peintures les plus importantes.
Les peintures de Kline sont d'une subtilité trompeuse.[réf. nécessaire] Alors qu'en général ses peintures ont un impact dynamique, spontané et dramatique, il est intéressant de voir comment Kline renvoie à ses schémas compositionnels. Il a soigneusement rendu plusieurs de ses images plus complexes à partir d'études. Il semble y avoir des références à la calligraphie japonaise dans les peintures noires et blanches de Kline, bien qu'il ait toujours nié ce rapprochement. Les ponts, les tunnels, les bâtiments, les moteurs, les chemins de fer et d'autres images architecturales et industrielles sont souvent mentionnés comme étant ses sources d'inspiration.
Son style le plus reconnaissable vient d'une suggestion faite par son ami Willem de Kooning. En 1948, de Kooning suggère à un Kline artistiquement frustré d'apporter un croquis pour le projeter avec un épiscope Bell Opticon qu'il a dans son atelier. Kline décrit la projection : « Un dessin de 4 par 5 pouces d'un rocking-chair… surgi dans une gigantesque touche noire qui éradique toute image, la touche étendue comme une entité en elle-même, sans relation à une autre entité que celle de sa propre existence. » La femme de De Kooning, Elaine de Kooning, peintre et critique d'art, rapporte l'anecdote dans le catalogue de l'exposition rétrospective de 1962. C'est ainsi que Kline aurait eu la révélation des grands formats qu'il aurait adoptés par la suite. En réalité, la transition de Kline vers l'abstraction s'est faite plus graduellement. Il a néanmoins créé des peintures dans le style de ce qu'il a vu ce jour-là, durant toute sa vie.
En 1950, il expose de nombreux travaux dans ce style à la Charles Egan Gallery.
Ce style, qui privilégie la ligne et le dessin, aura une influence sur plusieurs artistes, dont Robert Rauschenberg, Cy Twombly, Mark di Suvero et Brice Marden.

## Œuvres
- Nijinsky, 1950, Metropolitan Museum of Art, New York
- Chief, 1950, Museum of Modern Art, New York
- Untilted, 1952, Metropolitan Museum of Art, New York
- Tableau n°7, 1952, Solomon R. Guggenheim Museum, New York
- Painting, 1952, Art Institute of Chicago, Chicago
- Mahoning, 1956, Whitney American Art Museum, New York
- Black, white and gray, Metropolitan Museum of Art, New York
- Turin, 1960, Nelson-Atkins Museum of Art, Kansas City
- Meryon, 1960-1961, Tate Modern, Londres

### Sources
- Elaine de Kooning, « Franz Kline: Painter of his own Life », Art News, volume 61, novembre 1962.
- American Abstract Expressionism of the 1950s. An Illustrated Survey  (ISBN 0-9677994-1-4).
- New York School Abstract Expressionists. Artists Choice by Artists  (ISBN 0-9677994-0-6).
- Anne Grace, « Une œuvre de l'expressionniste américain Franz Kline », Revue M du Musée des beaux-arts de Montréal,‎ été 2019, p. 23 (ISSN 1715-4820).